# Olivier de Clisson
Olivier de Clisson, o Carniceiro (Clisson, 23 de Abril de 1336 – Josselin, 23 de Abril de 1407) foi um nobre bretão que atingiu o cargo de Condestável da França durante a Guerra dos Cem Anos. Clisson era de início um aliado dos ingleses comandados por Eduardo III de Inglaterra, mudando mais tarde a sua lealdade para França.

## Biografia

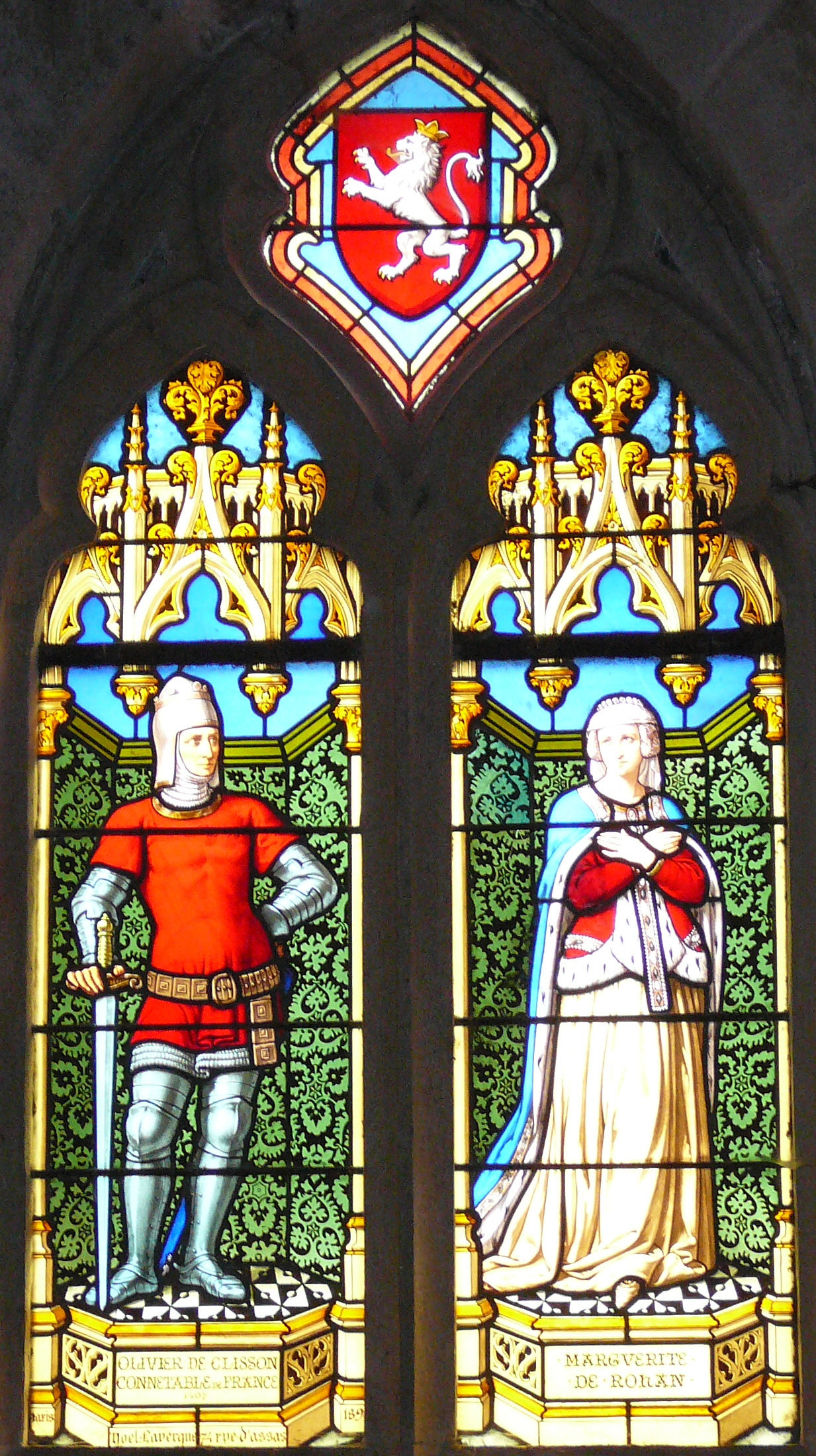
Olivier de Clisson

Clisson nasceu como herdeiro de uma família de senhores locais vassalos do Ducado da Bretanha, uma zona chave no desenrolar da Guerra dos Cem Anos. O seu pai, Olivier de Clisson como ele, foi executado sem julgamento em 1343, por ordens de Filipe VI de França por alegadamente espiar a favor de Inglaterra. Após esta morte, a sua mulher Joana de Belleville levou a sua cabeça de volta para a Bretanha, para a exibir perante o filho e lhe arrancar um voto perpétuo de ódio aos franceses. Clisson foi então para Londres, onde foi educado na corte inglesa segundo os princípios de vingança contra França defendidos pela mãe. Um dos seus companheiros do exílio da juventude foi João de Montfort futuro Duque da Bretanha, mas apesar da proximidade de idade e de condição desfavorável, os dois detestaram-se mutuamente desde então. Clisson era, no entanto, seu vassalo e foi ao serviço de Montfort que iniciou a sua carreira militar, destacando-se por exemplo na batalha de Auray. A sua arma preferida era um machado de duas lâminas que empregava com uma ferocidade sobre os inimigos que lhe valeu a alcunha de o Carniceiro. Foi ainda durante esta fase da sua vida que perdeu um olho em combate, o que levou à sua segunda alcunha: o Zarolho
Apesar do seu valor, Montfort preferia abertamente Sir John Chandos, um general inglês a quem cedeu várias cidades e um castelo na Bretanha. Clisson não gostou de se ver preterido e com a fúria que lhe era característica, assaltou o castelo de Chandos, demoliu-o e usou as pedras para construir as suas próprias fortificações. Nesta altura, o rei Carlos V de França viu a sua oportunidade de seduzir o bretão para o seu lado, e, como prova de amizade, devolveu-lhe as terras confiscadas ao seu pai que morrera traidor. De acordo com as suas próprias palavras, Clisson estava cansado da arrogância de Montfort e, em 1369, mudou-se para o lado francês apesar das juras feitas na infância. Quando descobriu que um seu pajem tinha sido executado sumariamente após a captura, apenas por se encontrar ao seu serviço, Clisson jurou pela Mãe de Deus nunca mais dar quartel aos ingleses ou a Montfort enquanto tivesse vida. Nos dez anos seguintes, ao lado do Condestável Bertrand du Guesclin e de Enguerrand VII, Senhor de Coucy, Clisson foi um dos generais mais activos do rei de França, actuando principalmente contra os interesses ingleses na zona da Normandia.
Em Julho de 1380, du Guesclin morreu de repente durante uma campanha contra as Companhias Livres que assolavam a região de Auvergne, deixando o cargo de Condestável de França vago. O seu sucessor natural seria Coucy, que recusou o posto por motivos desconhecidos. Após a recusa, Clisson tornou-se Condestável de França numa nomeação que haveria de ser um dos últimos actos de soberania de Carlos V, sucedido pelo filho Carlos VI de França poucos meses depois. Como Condestável, Clisson tornou-se no número um da hierarquia militar do reino e como tal arranjou inimizades, especialmente entre os regentes Borgonha, Anjou e Berry, tios do rei. Para além dos seus rendimentos pessoais, Clisson beneficiava ainda do salário de Condestável e tornou-se num homem bastante rico. De entre as manifestações de abundância, mandou construir vários castelos e um palácio em Paris e emprestou dinheiro ao rei, ao papa de Avinhão e a Berry. Para elevar o seu estatuto social, a par do militar, Clisson casou com a sua filha Maria com João de Blois, filho do falecido Carlos I, Duque da Bretanha. Esta união irritou profundamente o seu arqui-inimigo Montfort, uma vez que ao se tornar sogro de um rival do Ducado da Bretanha Clisson estava na sua opinião a introduzir-se numa luta que não era a sua. Montfort considerou ser devida uma vingança e em Junho de 1387 montou-lhe uma armadilha na reunião do Parlamento da Bretanha, à qual não podia faltar por ser vassalo de Montfort. Após o encontro, o Duque da Bretanha convidou Clisson a visitar o novo castelo de Hermine, sob o pretexto de lhe pedir conselho sobre as fortificações construídas. O Condestável foi feito prisioneiro enquanto era convidado, uma afronta de Montfort ao código de honra cavalheiresco, e pela sua libertação foi pedido um resgate avultado. O incidente teve ainda a consequência de evitar uma invasão de Inglaterra pelo exército francês, que não podia ser feita sem o Condestável. A coincidência de acções não é alheia ao facto de Montfort ser nesta altura aliado inglês. Clisson pagou a sua liberdade, mas assim que foi solto encaminhou-se a toda a velocidade para Paris com o objectivo de exigir uma reparação da sua honra e a restituição do resgate. Após muitas negociações mediadas por Enguerrand de Coucy, Montfort devolveu o dinheiro e fez as pazes publicamente com Clisson.
Numa noite de de Junho de 1392, Clisson foi alvo de uma tentativa de assassinato orquestrada por João de Montfort e levada a cabo por Pierre de Craon. O Condestável sobreviveu por pouco e conseguiu revelar a Carlos VI o nome do assassino. Craon foi perseguido pelo rei, mas conseguiu fugir para a Bretanha, onde encontrou refúgio junto de Montfort. Para reparar a honra do seu Condestável, Carlos VI organizou uma campanha contra a Bretanha e Montfort que se recusava a entregar o culpado. A expedição seguiu caminho, mas durante o percurso, Carlos VI teve o ataque de demência que seria o primeiro sinal da sua doença bipolar. Os tios do rei, em particular Borgonha, aproveitaram a fragilidade e recuperaram temporariamente o poder. A sua primeira medida foi retirar o cargo de Condestável a Clisson que odiavam, após o que este se retirou para o castelo de Josselin, onde morreu em 23 de Abril de 1407.